# Punta Brava
Punta Brava es un cayo ubicado en el parque nacional Morrocoy, el más cercano a la población de Tucacas y a su vez el más meridional de todo el Parque.
Es el único cayo al cual se puede llegar en automóvil dada su cercanía a tierra firme, para lo cual se accede a través de un puente de hormigón.
Es la isla de mayor extensión territorial de Morrocoy, así como la más concurrida los fines de semana. Posee servicios de estacionamiento, restaurante, vendedores ambulantes y alquiler de toldos y sillas.
También tiene una laguna para paseos en kayak o botes de pedal, específicamente frente a la playa Punta Suánchez.